# Charre
Charre település Franciaországban, Pyrénées-Atlantiques megyében. Lakosainak száma 220 fő (2022. január 1.). Charre Araujuzon, Araux, Arrast-Larrebieu, Castetnau-Camblong, Charritte-de-Bas, Espès-Undurein, Lichos, Nabas, Rivehaute és Viellenave-de-Navarrenx községekkel határos.

## Népesség
A település népességének változása:
| Lakosok száma | 201  | 207  | 215  | 213  | 215  | 216  | 218  | 221  | 220  |
|               | 2013 | 2015 | 2016 | 2017 | 2018 | 2019 | 2020 | 2021 | 2022 |